# Cyclopterana reducta
Cyclopterana reducta is een vlinder uit de familie van de slakrupsvlinders (Limacodidae). De wetenschappelijke naam van de soort is voor het eerst geldig gepubliceerd in 1964 door Janse.